# Moutier (Bezirk)
Die Schaffung des Bezirks Moutier wurde am 24. November 2024 bei einer Volksabstimmung im Kanton Jura angenommen. Dieser soll per 1. Januar 2026, neben den Bezirken Delsberg, Pruntrut und Franches-Montagnes, der vierte Bezirk des Kantons Jura werden und einzig die Gemeinde Moutier umfassen.